# Golfo de Áqaba
El golfo de Áqaba (en árabe: خَلِيج الْعَقَبَة‎, Khalīj al-ʿAqaba), también conocido como el golfo de Eilat (en hebreo: מפרץ אילת‎, Mifrátz Eilát) es un golfo situado en Asia, en la zona del Oriente Próximo, que separa la península del Sinaí de la península arábiga, y cuyas aguas comunican con el mar Rojo a través de los estrechos de Tirán. Su profundidad máxima es de 1829 metros.
Sus costas pertenecen políticamente a Egipto, Arabia Saudita, Jordania e Israel, y los puertos principales son Taba (Egipto), Áqaba (Jordania) y Eilat (Israel); estas dos últimas ciudades son las que habitualmente dan nombre a este golfo según cada caso.
En la antigüedad era conocido como como golfo de Lihyan, por la civilización de Lihyan, también llamada dadanítica).

## Geografía

### Delimitación de la IHO
La máxima autoridad internacional en materia de delimitación de mares, la Organización Hidrográfica Internacional («International Hydrographic Organization, IHO), considera el golfo de Áqaba («Gulf of Aqaba») como un mar. En su publicación de referencia mundial, «Limits of oceans and seas» (Límites de océanos y mares, 3.ª edición de 1953), le asigna el número de identificación 36 y lo define de la forma siguiente:

En el sur.
Una línea desde Ràs Fasma hacia el suroeste hasta isla Requin (27°57'N, 34°36'E) atravesando isla Tirán hasta la punta suroeste aguas afuera y desde allí hacia el oeste sobre el paralelo (27°54'N) hasta la costa de la península del Sinaí.
Limits of oceans and seas, pág. 19.

### Descripción
El golfo de Aqaba tiene entre 180 y 200 km de largo, y unos 14-26 km de ancho, si bien el estrecho de Tirán que lo separa del Mar Rojo septentrional tiene 240 m de ancho. Desciende abruptamente hasta unos 900 m de profundidad, llegando a unos 1.800 m en algunos lugares. La salinidad es muy alta, entre el 40,2 y el 41‰.

### Medioambiente
El golfo goza de una biodiversidad especialmente rica, con muchas especies endémicas, y alberga diversas especies de arrecifes de coral. Estos se limitan a una estrecha banda, generalmente de menos de 300 m de ancho, a lo largo de las costas predominantemente rocosas. Por su situación única, han demostrado tener una muy alta resiliencia ante los cambios climáticos y resistir temperaturas más altas que en otras regiones donde los corales sufrieron masivo blanqueo.
Para garantizar protección al área, Jordania y Arabia Saudí han solicitado a la Unesco su inclusión en la lista del Patrimonio de la Humanidad: Jordania en 2023 con la presentación de la Reserva Marina de Áqaba, y Arabia Saudí presentando una solicitud para los arrecifes de coral del Golfo de Áqaba y del Mar Rojo en el reino de Arabia Saudí.